# Марко Бојковић (ММА борац)
Марко Бојковић (Каравуково, 2. септембар 2001) српски је ММА борац. Такмичи се у лакој категорији у оквиру хрватске организације FNC. Карактеришу га брзина и велика отпорност.

## Биографија
Марко Бојковић је рођен 2. септембра 2001. године у Каравукову, у Србији. Основно и средње образовање завршио је у Оџацима, где је похађао Техничку школу. Управо у том периоду почиње да се бави мешовитим борилачким вештинама, прво у локалном клубу, а затим, након напредовања, наставља тренинге у Футогу. Његова упорност и жеља за успехом довели су га до Београда, где тренутно живи и тренира у клубу ББФСК Ахилеј под вођством тренера Ивана Ђорђевића.

## Каријера
Бојковић је професионалну каријеру започео у регионалним ММА промоцијама, а највећу афирмацију стекао је у FNC организацији. Борбени скор му је 8 победа и 1 пораз, а познат је по агресивном стилу и способности да брзо завршава мечеве – чак половину победа остварио је нокаутом или техничким нокаутом, док је три пута славио предајом противника.
Један од најзапаженијих наступа имао је на FNC 17 када је нокаутирао Јулија Переиру за само 12 секунди, што је најбржи нокаут у историји организације. Такође, на FNC 18 победио је Арлена Рибеира полугом на руци у првој рунди. Ове победе донеле су му велику популарност и статус једног од најопаснијих младих бораца у региону.

## Међународне припреме
У жељи да напредује и усаврши технику, Бојковић је 2025. године провео део припрема у Дагестану, једном од светских центара за борилачке спортове. Тренинзи са врхунским дагестанским борцима и сарадња са искусним тренерима донели су му нова знања и додатно унапредили његове способности. Његов тренер најавио је да ће Дагестан постати стална база за припреме, а у плану је и сарадња са дагестанским борцима који ће долазити у Београд.

## Контроверзе и однос са публиком
Уочи меча са Милошем Јаничићем на FNC 23 у Београдској арени, Бојковић је доживео негативну реакцију публике. Током јавног суочавања, реаговао је на провокације публике на начин који је изазвао велику пажњу и полемике у медијима. Овај догађај је утицао на његов однос са навијачима, а након меча изјавио је да је разочаран реакцијом публике и да ће убудуће размотрити наступе пред домаћом публиком.

## Пласман и признања
Бојковић се налази међу најбоље рангираним ММА борцима са Балкана у својој категорији. Његове борбе и резултати сврставају га у сам врх регионалне сцене, а стручњаци га виде као потенцијалног носиоца титуле у наредном периоду.

## Стил борбе и тренинг
Познат је по агресивном приступу, снажним ударцима и брзим завршењима мечева. Његови тренинзи обухватају рад на техници у стојећој борби и партеру, са посебним акцентом на кондицију и менталну припрему. У сарадњи са тренером и клубом, стално унапређује своје вештине и прати савремене трендове у ММА-у.

## Приватни живот
Марко Бојковић је познат и по надимку „пчелар“, који је добио због вредноће и истрајности на тренинзима. Ван спортске каријере, истиче значај породичне подршке и пријатеља, а слободно време користи за опоравак и дружење са блиским људима.

## Статистика каријере
| Укупно борби | Победе | Порази | Нерешено |
| ------------ | ------ | ------ | -------- |
| 9            | 8      | 1      | 0        |

| Метод победе | Број | Проценат |
| ------------ | ---- | -------- |
| KO/TKO       | 4    | 50%      |
| Предаје      | 3    | 38%      |
| Одлуке       | 1    | 12%      |